# Cartes d'Art
 (mai 2013).
Cartes d'Art est une société française d'édition de cartes postales et de produits de papeterie fondée en 1975 à Paris par Jacques Lehmann et Katou Fournier. Ses produits sont distribués dans la plupart des villes françaises ainsi que dans de nombreux pays tel que l'Angleterre, l'Allemagne, le Japon, le Luxembourg.